# NGC 2227
NGC 2227 este o galaxie situată în constelația Câinele Mare. A fost descoperită în 27 ianuarie 1835 de către John Herschel. Se află la o distanță de 30,06 de megaparseci de Pământ.